# Lucky 7 (015B의 음반)
《Lucky 7》는 대한민국의 그룹 015B의 7번째 정규 앨범이다. 정석원, 장호일, 박정현 등이 참여했다.

## 곡 목록
1. "처음만 힘들지" (feat. 요조) – 3:22
2. "나 아파" – 4:35
3. "그녀에게 전화 오게 하는 방법" (feat. 버벌진트) – 4:00
4. "잠시 길을 잃다" (feat. 신보경)– 4:25
5. "성냥팔이 소녀" (feat. 호란)– 4:02
6. "우린 같은 꿈을 꾼 거야" (feat. 고유진) – 4:14
7. "너 말이야" (feat. 다이나믹 듀오, 박정현) – 3:19
8. "모르는 게 많았어요 (feat. 유희열) " – 4:02
9. "간장드레싱 레시피 - Instrumental" (feat. K Jun) – 3:54
10. "No Way" – 3:41
11. "I Hate You" – 3:15
12. "Hidden Track"

## 같이 보기
- 015B 디스코그래피